# Viking hajók

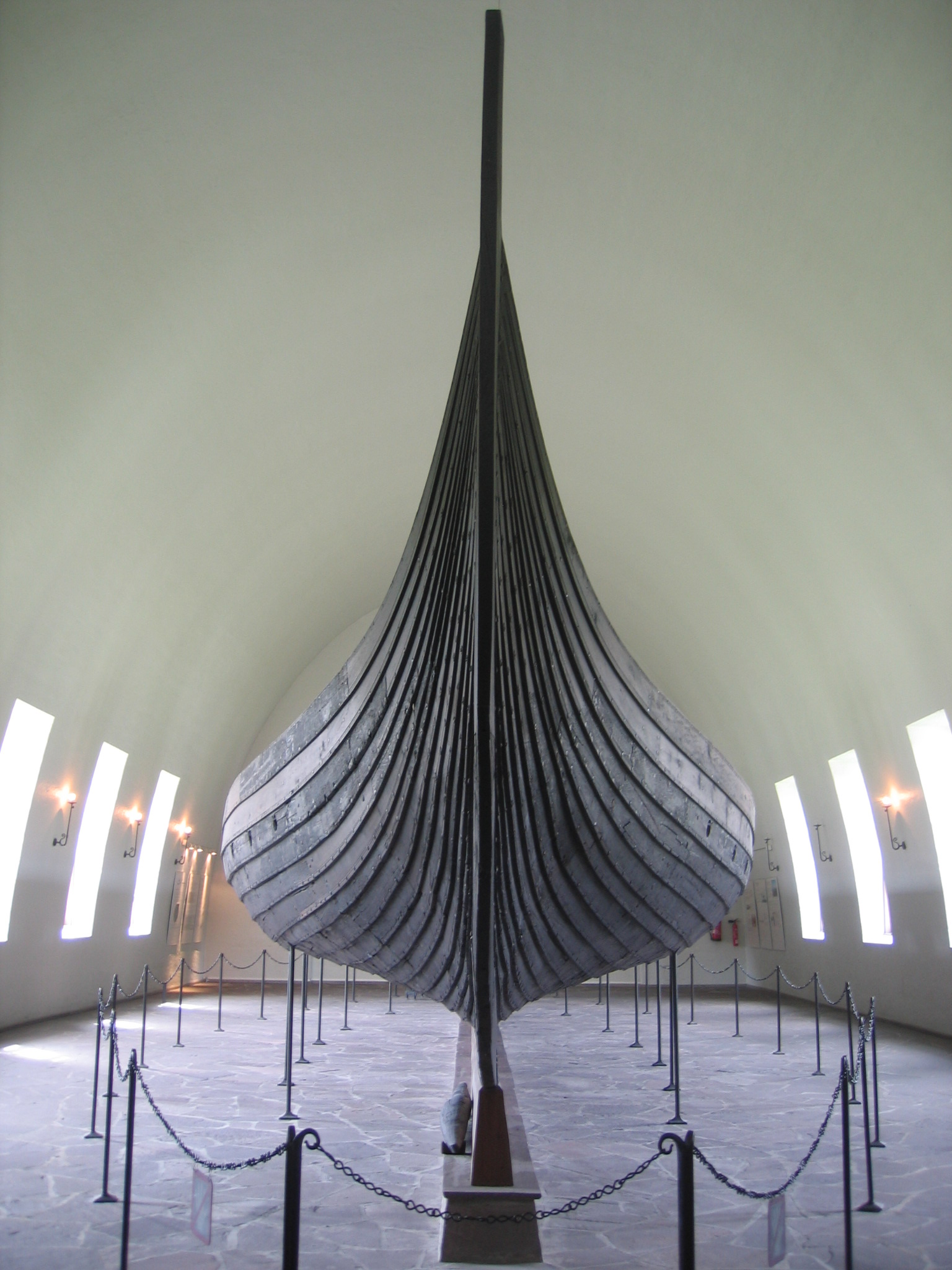
A gokstadi hajó a viking hajóépítő mesterek remekműve

A vikingek lelke benne van a hajóikban – mondta Winston Churchill. A tenger ellenállhatatlanul csábította őket, s az általuk épített hajók nem csak közlekedési eszközök voltak, hanem legfőbb büszkeségük, legféltettebb kincsük, kedvenc alkotásuk.

## A viking hajók kialakulása
A tengeri közlekedés, Skandinávia földrajzi helyzetéből adódóan, már a bronzkorban jelentős szerepet játszott. Az első tengeri járművek valószínűleg az egyetlen fatörzsből könnyen elkészíthető bödöncsónakok voltak, majd megjelentek az evezős, kettős tőkével és kormánylapáttal ellátott hajók. Később a járműveket igyekeztek erősíteni, hogy minél jobban ellenálljanak az időjárás viszontagságainak. Ezek a hajók már klinkerpalánkozással, de gerinc nélkül épültek, a gerincet még egy vastag palánk helyettesítette.

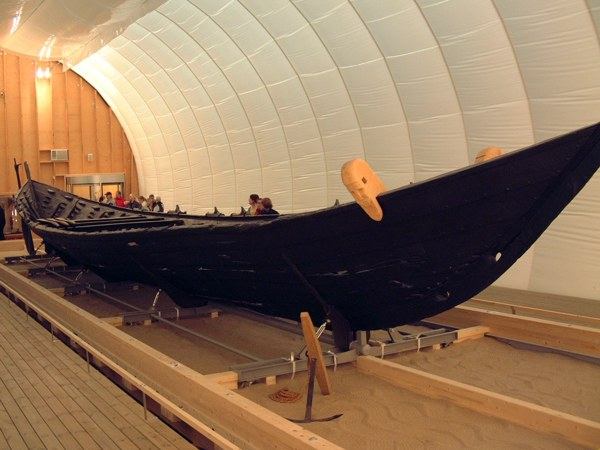
A nydami csónak jelentős lépés volt a viking hajótípus kialakulása felé

A klinkerpalánk elkészítésénél a palánkok részben fedik egymást. A skandinávok azért ezt a megoldást választották a sima felületet adó, de pontosabb munkát igénylő karvelpalánkkal szemben, mert nem ismerték a fűrész használatát a palánkok készítésénél. Ők ugyanis a Dél-Európában elterjedt eljárással szemben szekercékkel faragták ki a palánkokat a fatörzsből. Így viszont egy fatörzsből mindössze két palánkot tudtak előállítani, ami nagyban növelte a hajók faanyagszükségletét. S ez volt az egyik oka, hogy előnyben részesítették a tölgyfát, hiszen az szálirányban hasad, ezért könnyen fel tudták dolgozni.
A 4. században megjelent a szegek használata a hajóépítésben, később pedig a felfelé görbülő orr- és fartőke, amely jó hosszirányú stabilitást adott a hajónak. A vitorla használatára Skandináviában már a 2. századból is vannak adatok, de elterjedtté csak a 7. századra vált, amikor már nem csak a kereskedőhajók, hanem a csapatszállító vízijárművek is használták. S megjelent az egyetlen fatörzsből kifaragott hajógerinc, amint az az osebergi és gokstadi hajókon látható.

## Hajóépítés

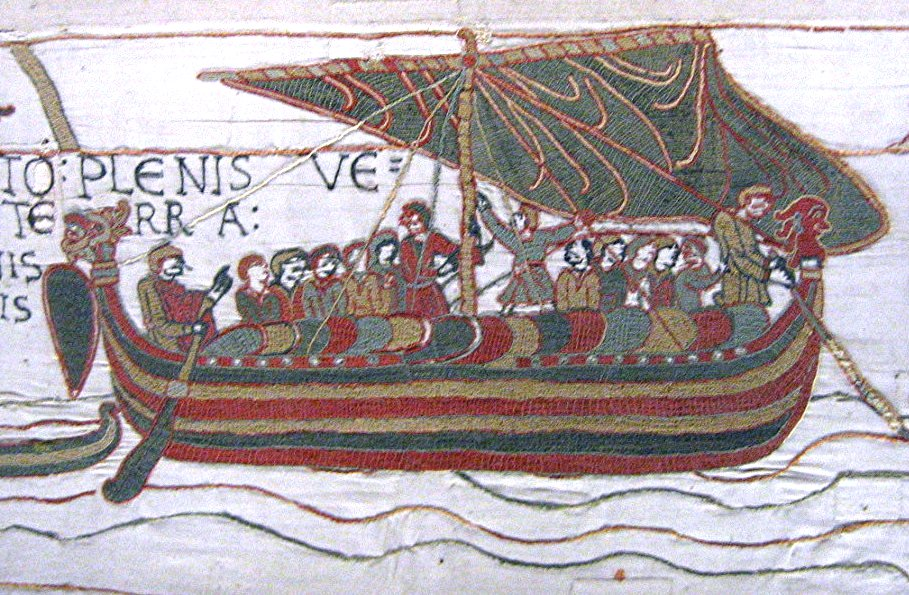
Hajóábrázolás a bayeux-i faliszőnyegen

A hajóépítés a vikingeknél eleinte közösségi munka volt, amelyben a család összes férfi tagja részt vett. Később, a városiasodás korában, már fizetett mesterek végezték ezt a munkát. A források szerint a hajóépítés menetét részegységekre bontották, és minden munkafolyamatnak (hajógerinc, bordák készítése, palánk faragása stb.) megvolt a saját mestere. Erről árulkodik a bayeux-i faliszőnyeg egyik jelenete is.
A hajók építését az egyetlen fatörzsből kifaragott gerinccel kezdték, amelyhez hozzáerősítették a két vagy három részből álló orr- és fartőkét, amely erősen felfelé görbült, és végét általában meghajlították vagy faragott állatfejekkel ékesítették. Ezután a palánksor összeszegecselése következett, amikor az illesztési helyeket kóccal tömték ki, a szegecselés folyamán ez a kóc szorosan összepréselődött, és szinte vízhatlanná tette a hajó alját.
A palánksor összeszerelése után következett a bordák beillesztése és rugalmas vesszőkkel való kötözése. Bár ez a munka tovább tartott, és vesződségesebb volt, mintha szegelték volna, de a hajótestnek nagyfokú rugalmasságot biztosított. A bordák távolságát az határozta meg, mennyi helyre volt szüksége az evezősöknek. Az evezőnyílások két-három palánksorral a szegély alatt voltak. A felső szegélyt vastag pallóval erősítették meg, amely alá szegélylécet raktak, amelyre a pajzsokat erősíthették. A pajzsoknak a védelem mellett elsősorban az volt a szerepük, hogy magasítsák a hajó oldalát.

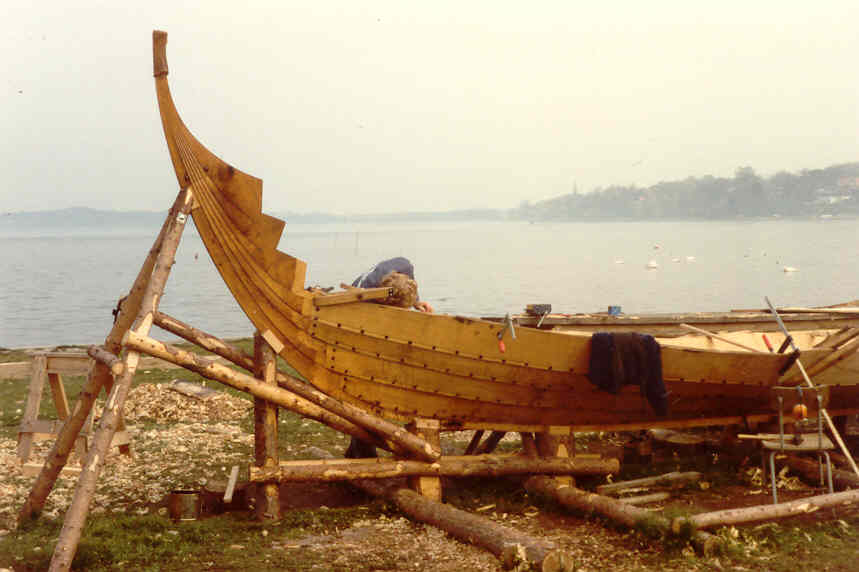
Hajóépítés a roskildei hajómúzeumban

Végül felállították a kb. 10 m magas árbócot, amely ugyanilyen hosszú vitorlarudat tartott. Erre feszítették ki a négyzet vagy trapéz alakú vitorlát, amelynek színe változatos volt, és gyakran a tulajdonos anyagi helyzetéről árulkodott. A hajó orr- és fartőkéjének felső részét olykor gazdag faragással díszítették.
A hajók térbeosztását szabályok kötötték. A hajó fedélzetén kialakítottak külön helyeket az őrszemnek és a zászlótartónak, a fegyverládának és az előkelőeknek, az evezősöknek és a közrendűeknek. A rövid tatfedélzeten (bástyán) tartózkodott a törzsfő és a kormányos.
A hajókat, mint a legbecsesebb tulajdont, óvták és rendszeresen karbantartották: minden évben kátrányozták és különböző színűre festették. Szerették őket szépségükért és erejükért, és büszkék voltak rájuk. Egy jó hajó birtoklása a vikingek szemében tekintélyt jelentett, s ezért igyekeztek minél nagyobb és szebb hajókat építeni. Így született meg Olaf Tryggvason norvég király Nagy Kígyó nevű hajója, amelynek méreteit még nemzedékek múlva is fejből mondta minden valamire való hajóépítő mester. Igaz, hogy ez a legendás hajó és a hozzá hasonló luxushajók sem a harcban, sem az óceánon nem állták meg a helyüket.
A viking hajók jellemzője az erős gerinc, a magasra felmeredő orr, a széles, lapos hajótest, ami stabil haladást tett lehetővé viharos tengeren is (könnyebb volt vele a partot megközelíteni vagy akár a homokos partra kivontatni a hajót). Egy keresztvitorlával és egy evezősorral is rendelkezett. A viking hajó egyik jellemzője, hogy egyetlen kormányevezővel irányították, amit mindig a hajó jobb oldalán helyeztek el. (Ennek a kormánynak a norvég neve styri, ebből ered az angol steer=kormányozni, és a steer-board szó, amiből később starboard lett). A starboard szót manapság is a hajó jobb oldalának megnevezésére használják.

## Hajótípusok

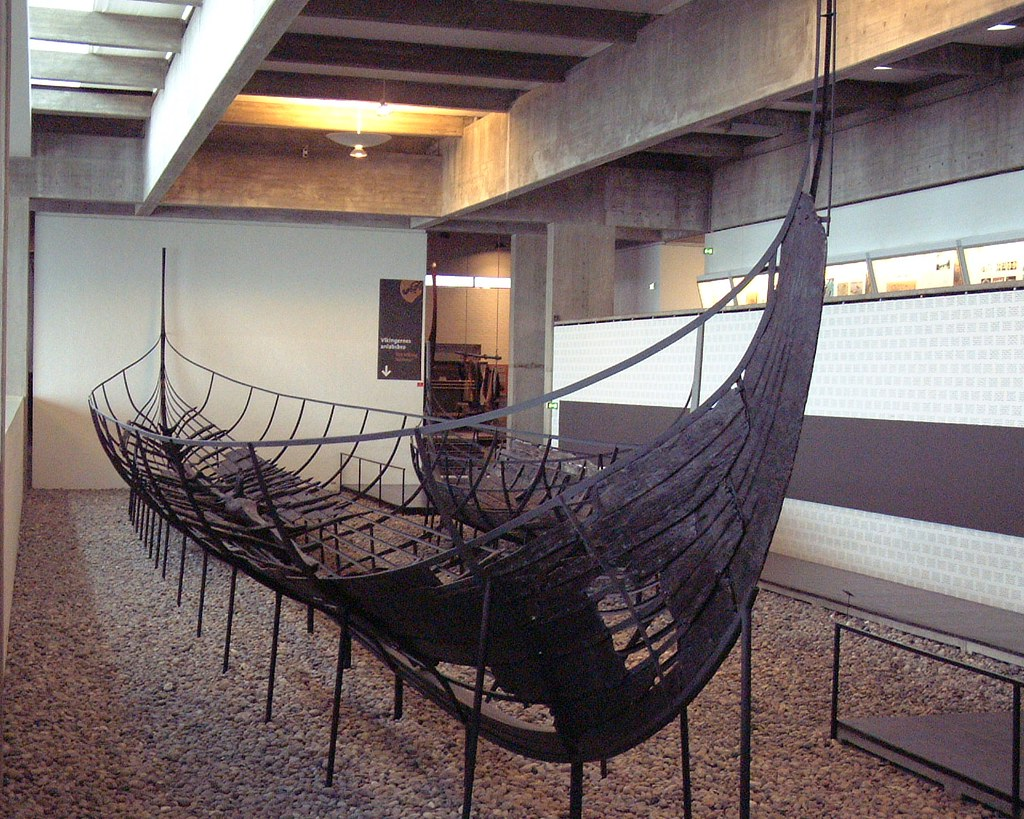
Skeid típusú hadihajó a roskildei hajómúzeumból

A hajóépítés fejlődésével párhuzamosan kialakultak a különböző célra használható hajótípusok. Nagy különbségek voltak a hadi és a kereskedelmi célra épített hajók között. A hadihajók hosszúak, erősek, mozgékonyak voltak, és sekély merülésűek. A kereskedelmi hajóknak viszont nagyobb volt a merülésük, rövidebbek, szélesebbek voltak, magasabb oldalfalaikkal alkalmasabbak a nyílt tengeri közlekedésre. A bordákat nem kötözték, hanem szegecselték, így a hajók nem rugalmasabbak, hanem erősebbek lettek.
A különböző hadihajókat három nagy csoportba lehet sorolni:
- a snigg negyvenfőnyi legénységgel kb. száz harcos szállítására volt alkalmas;
- a skeid hasonlított a sniggre, de a kidolgozása jobb volt, és több evezős dolgozott rajta;
- a drake vagy sárkányhajó volt a leghíresebb hajótípus, amely a legalább hatvan evezős és a nagyobb vitorla segítségével gyorsabb haladásra volt képes a többinél.

A kereskedelmi hajóknak két típusa alakult ki:
- knarr (knorr) elterjedt típus volt, kerekded formáival kirítt a többiek közül. Bár 50 utas is elfért volna, általában csak 10-15 fő utazott rajta, hiszen áruszállításra használták;
- a byrdinget rendszerint partmenti közlekedésre használták, de olykor Izlandra is eljutott.

Ezeken a hajótípusokon kívül még más típusok is léteztek, például a halászatra kifejlesztett kisméretű hajók, mint a skuldelevi hajók legkisebbike, amelyet fóka- és cetvadászatra is használhattak. A varég kereskedők a Volgán, Dnyeperen és mellékfolyóikon hajózva sokszor használtak bödöncsónakot vagy a szláv mesterek által készített folyami hajót.

## Élet a hajókon

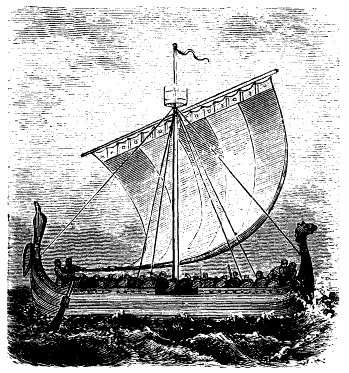
Viking sárkányhajó

Ezeken a nyitott, a természet játékainak kitett hajókon az élet nehéz és kemény volt. Bár a parancsnok volt a legfőbb hatalom, a skandináv egyenlőség szelleme itt is élt: döntéseiről mindig tájékoztatta a legénységet és a hajóbérlőt, sőt egyes esetekben szavazásra is bocsáthatott fontos kérdéseket. Ezek a gyűlések a hagyomány szerint az árbóc tövében állva folytak le. A legénységnek szigorúan megszabott feladatokat kellett teljesítenie váltott csoportokban: kezelték a vitorlát, merték a fenékvizet és váltották az őrszemeket.
A viking hajók sekély merülésüknek köszönhetően könnyen horgonyoztak le partközelben, ezért a tengerészek az éjszakát szívesen töltötték a szárazföldön felállított sátrakban. Amikor hadjáraton voltak, a sátrakat a hajó két végében állították fel. Az előkelő utasoknak, az osebergi és gokstadi leletek tanúsága szerint, összecsukható tábori ágyuk volt. A nyílt tengeren a legénység azokban a bőrzsákokban aludt, amelyben napközben a felszerelést tartották.
A főzésre a hajón nem volt lehetőség, ezért esténként a parton készítettek vacsorát. Folyókon előszeretettel foglaltak el ilyenkor kis szigeteket, ahol teljesen védve érezhették magukat. Előfordult, hogy a folyó két partján teljes létszámban felvonult a frank sereg, de semmit nem tehettek a szigeten főzőcskéző viking harcosok ellen. Ilyenkor az egyszerű étel hatalmas, olykor 150 literes üstökben készült. A tengeren csak hideg élelem, szárított hal, sózott hús, kenyér, italként mézsör és tejsavó állt rendelkezésükre, ezért gyakran csak a készletek feltöltése érdekében ütöttek rajta a part menti településeken.
Vihar idején szoros előírások határozták meg a teendőket. A vitorlát kissé összehúzták, kicserélték a régi köteleket, szükség esetén kivágták az árbócrudat. A palánkokat keresztkötéssel erősítették össze, nehogy leváljanak. Ha semmi sem segített, a hajót engedték sodródni a viharral, csak a felfordulását igyekeztek megakadályozni. Végül, ha már nem tudták kikerülni a parti sziklákat, nekikormányozták a hajót a partnak, hogy legalább az életüket menthessék.

## A navigáció mesterei
A vikingek híján voltak a navigációs eszközöknek, csak egy fából készült tájolókorongot használtak. Ennek ellenére ők voltak a kor legmerészebb felfedezői, akik gyenge lehetőségeik ellenére is bátran vágtak neki a bizonytalannak.
A könnyebb tájékozódás miatt szerettek partközelben hajózni, ilyenkor a természetes és épített tájékozódási pontokat használtak: hegycsúcsokat, magányos fákat vagy kőépületeket. Nehezebb dolguk volt a nyílt tengeren, ahol elsődlegesen a Holdra, a Napra és a csillagokra hagyatkoztak. De ha az eget felhők takarták, más eszközökhöz kellett folyamodni.
Nagy valószínűséggel ismerték a tengeráramlatokat, és gyakran ki is használták őket. A Vinlandra vezető úton (a mai Észak-Amerika) a tengeri áramlatokat követve tették meg az út nagy részét. A hajó helyzetét a nagy szakértelemmel rendelkező tengerészek hozzávetőlegesen meg tudták határozni a szélirányból és a hullámverésből is. De nagyon sok múlt a szerencsén is.
A vikingeket az eszközök hiánya arra kényszerítette, hogy egyik fix navigációs ponttól a másikig jutva haladjanak előre, próbálják elkerülni a nyílttengeri hajózás veszélyeit. Az útvonalak szájhagyomány útján terjedtek, és mindig nagyon pontosak voltak. Számba vették a tengeri állatok, bálnák és madarak szokásos mozgását éppúgy, mint a látóhatár szélén látható szigeteket. A sagák sok ilyen útvonalat őriztek meg az utak időtartamára vonatkozó adatokkal együtt. Csak néhány napig tartó hajóutakról tesznek említést, ami azt jelenti, hogy a vikingek általában kerülték a hosszú tengeri tartózkodást. Dániából Angliába három nap alatt, Írországból Izlandra hat nap alatt, Izlandról Grönlandra négy nap alatt jutottak el.
A vikingek ezekkel a látszólag törékeny hajókkal nem csak a viszonylag közel lévő szigeteket (Írország, Izland, Grönland) fedezték fel, hanem eljutottak Észak-Amerikába is – több száz évvel Kolumbusz előtt.
Minden óvatosságuk és tudományuk ellenére nagy volt a veszteségük. Egy hosszabb út során nem volt ritka, hogy a hajók fele odaveszett. De a vikingek ezt bátran, dacosan fogadták, hiszen (s ez a sagákból is kitetszik) a tenger iránti rajongásuk olyan erős volt, hogy minden áldozatot megért.

## Tengeri csaták
A vikingek minden remek tengerésztulajdonságuk ellenére nem voltak legyőzhetetlenek a tengeren. 878-ban Nagy Alfréd legyőzte őket, sikerét elsősorban magas hajóinak köszönhette, melyek könnyedén zúzták szét a vikingek törékeny hajóit. Ebből tanultak, és hajóikat kis tornyokkal, erődítésekkel látták el.
Kerülték a nyílt tengeri csatákat, elsősorban öblökben, szorosokban ütköztek meg az ellenséggel. A hajókat orr- és fartőkéjükön egymással párhuzamosan összekötözték, a vitorlát bevonták, felállították a mellvédeket, s az evezősök munkába lendültek. A két hajóhad közeledett egymáshoz, az íjászok elkezdték lőni az ellenséget, a harcosok többi része pedig dárdával és kövekkel támadott. Majd amikor egymás közelébe kerültek, megcsáklyázták a hajókat, és kezdődött az ember-ember elleni küzdelem.
Ennek a harcmodornak nagy hátránya volt, hogy a viking hajók védtelenek voltak az oldalról érkező támadással szemben. Olaf Tryggvason és a Nagy Kígyó pusztulását is egy ilyen irányú támadás okozta a svolderi csatában, amikor hajóhadát oldalról felmorzsolták, hajóit levágták a kötelekről, a harcosokat a vízbe kergették vagy megölték. Amikor a vezérhajóhoz értek, a norvég király inkább a halált választotta, mint hogy az ellenség kezébe kerüljön.
Ebből is látszik, hogy a vikingek vízi csatái inkább hasonlítottak szárazföldi ütközethez, mint igazi tengeri csatához. De ők voltak azok, akik tökélyre fejlesztették a tenger felől a szárazföldre irányuló gyors rajtaütést. Mikor a part mentén megjelent egy viking hajó, csak néhány perc kellett ahhoz, hogy a harcosok elérjék a partot és elkezdődjön a fosztogatás. A hajóknak nem volt szükségük kikötőre, csak egy lapos partszakaszra, és a városok, falvak védőinek szinte esélyük sem volt a védekezésre. A vikingek jöttek, kifosztották a lakosokat, elvitték értékeiket, összegyűjtötték a rabszolgának alkalmas embereket, és olyan gyorsan, ahogy érkeztek, távoztak. A parton örülhetett, aki életben maradt.

## Híres hajóleletek

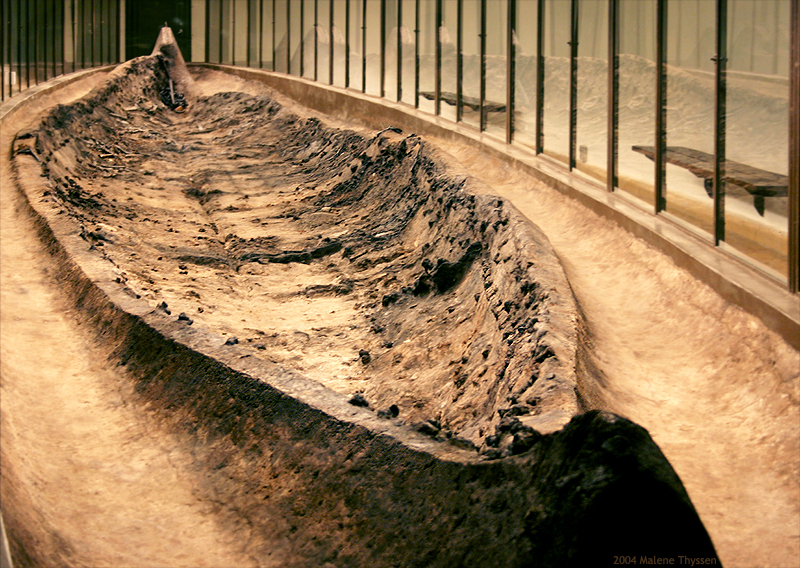
A ladbyi hajó maradványai

- kr. e. 4. század: az alseni hajó a legrégebbi ránk maradt észak-európai hajó, palánkos felépítésű, bordákkal merevített;
- 4. század, Németország: a nydami csónak klinkerpalánkozású evezős csónak;
- 5. század, Norvégia: a kvalsundi hajó két tőkével;
- 9. század eleje:az osebergi hajó;
- 9. század vége: a tunei hajó;
- 9. század vége: a gokstadi hajó;
- 925 körül, Dánia: a ladbyi hajónak csak a szegei és a fagerendák lenyomatai maradtak meg, de így is sikerült rekonstruálni egy karcsú hajót, melyet valószínűleg egyenesen temetésre készítettek;
- 11. század eleje: a skuldelevi hajók.

## Lásd még
- viking történelem
- viking művészet
- osebergi hajó
- tunei hajó
- gokstadi hajó
- skuldelevi hajók